# Хромосома 7 (людина)

Ідіограма 7-ї хромосоми людини

Хромосо́ма 7 є однією з 23 пар хромосом у людини. За нормальних умов, в орагнізмі людини існує 2 копії цієї хромосоми. В складі 7-ї хромомоси налічується більше ніж 158 мільйонів пар основ або 5-5.5 % від загальної кількості нуклеотидів в ДНК клітин.
Ідентифікація генів кожної хромосоми є пріоритетним напрямком наукових досліджень в генетиці. Проте, внаслідок того, що дослідники застосовують різні підходи щодо визначення кількості генів в кожній хромосомі, дані щодо їх кількості варіюють. Це також стосується і хромосоми 7, в якій кількість генів становить від 1000 до 1400.

## Гени 7-ї хромосоми
Найбільш досліджені гени 7-ї хромосоми:
| - ABCB4 - ASL - ZKSCAN1 - CCM2 - CLCN1 - CLIP2 - COL1A2 - DBNL - DFNA5 - DLD - DNAJC2 - DOCK4 - DPP6 - FAM126A - FSCN1 - FSCN3 - FZD1 - FZD9 - GARS - GHRHR - GLI3 - GTF2I - GTF2IRD1 - HOXA13 - HSPB1 - IFRD1 - IGF2BP3 - IRF5 - JAZF1 - KCNH2 - KRIT1 - LFNG - LIMK1 - MAD1L1 - METTL2B - MPLKIP - NCF1 - OPN1SW - OR2A12 - PEX1 - PGAM2 - PMS2 - POR - PRKAG2 - SBDS - SGCE - SHH - SLC26A4 - TFR2 - TWIST1 | - BRAF - CFTR - регулятор трансмембранної провідності при муковісцидозі - DDC - Еластин - FOXP2 - GUSB - RELN - SLC25A13 |

## Захворювання та розлади
- Синдром Вільямса (LIMK1 , GTF2I , CLIP2, ELN та GTF2IRD1)
- Синдром Ноя-Лаксової
- Шизофренія
- Папілярний рак щитоподібної залози (BRAF)
- Кістозний фіброз (CFTR)